# 馆前沈宅
馆前沈宅，位于中国福建省长汀馆前镇沈坊坪埔村，清道光年间（1821—1850年）建，坐东南朝西北，占地面积2179.68米。整座建筑由门楼、空坪、正门、前厅、中厅、后厅及四排横屋所组成。正厅两侧有露天走廊和偏房，后厅有楼房，构成九厅十八井的建筑格局。正门横楣镌刻“轩高岫远”四字，天井有壁画，上厅有竹木对联，其中一幅为黄慎真迹。2009年11月16日公布为第七批福建省文物保护单位。